# Trogon à poitrine jaune
Harpactes oreskios
Espèce
Statut de conservation UICN

 LC  : Préoccupation mineure
Le Trogon à poitrine jaune (Harpactes oreskios) est une espèce d'oiseau de la famille des Trogonidae.

## Répartition
Le trogon à poitrine jaune vit en Asie du Sud-Est et en Chine.

## Description
Cet oiseau à une taille de 27 à 32 cm et une masse autour de 57 g.

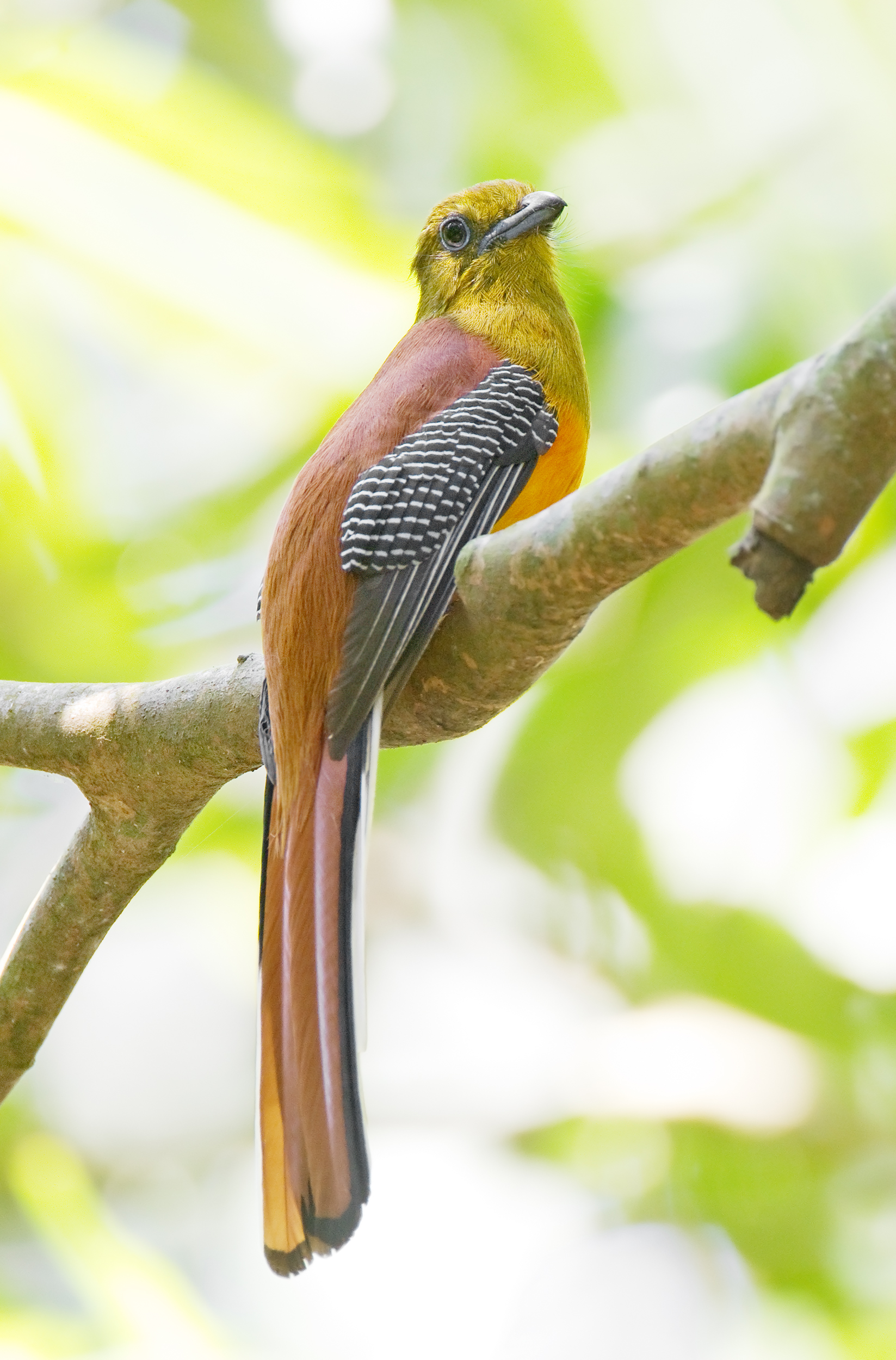
Trogon à poitrine jaune, parc national de Kaeng Krachan, Thaïlande

## Habitat
Le trogon à poitrine jaune est l'un des trogons les plus répandus en Asie. On ne le trouve pas à plus de 1500 mètres d'altitude.
Il vit au milieu de forêts primaires ou secondaires tropicales dans les bas étages de la canopée et dans les bambouseraies. Il fréquente aussi les espaces boisés clairsemés.

## Nutrition
C'est un oiseau insectivore.
Il est principalement insectivore : orthoptères, hémiptères (cigales...), phasmes ; araignées ; tous types de larves, chenilles, papillons ; mais également des lézards. 
À l'occasion il agrémente son régime de fruits.

## Reproduction
Le trogon à poitrine jaune creuse souvent un nid dans un arbre mort à faible hauteur (de 1 à 4 mètre) et il le tapisse d'écorces et de brindilles. L'oiselle y pond de 2 à 4 œufs. Les parents alternent pour les couver.

## Sous-espèces
Selon le Congrès ornithologique international, il est réparti en cinq sous-espèces :
- H. o. stellae Deignan, 1941 : Yunnan et Indochine ;
- H. o. uniformis (Robinson, 1917) : péninsule Malaise et Sumatra ;
- H. o. oreskios (Temminck, 1823) : Java ;
- H. o. dulitensis Ogilvie-Grant, 1892 : nord-ouest de Bornéo ;
- H. o. nias Meyer de Schauensee & Ripley, 1940 : Nias.